# Hieron (Töpfer)

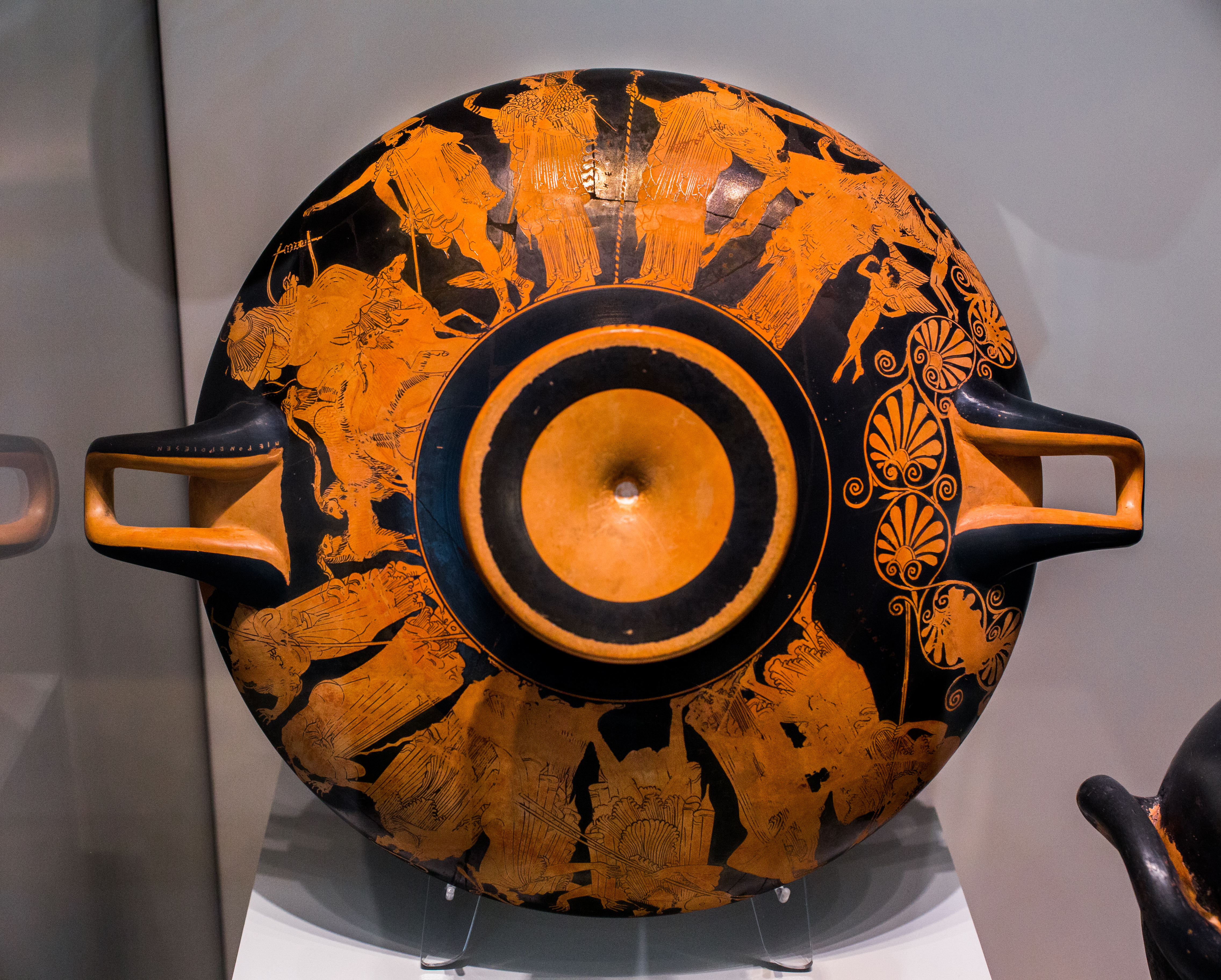
Urteil des Paris auf einer Kylix in der Antikensammlung Berlin; signiert von Hieron und verziert von Makron; um 490/80 v. Chr.

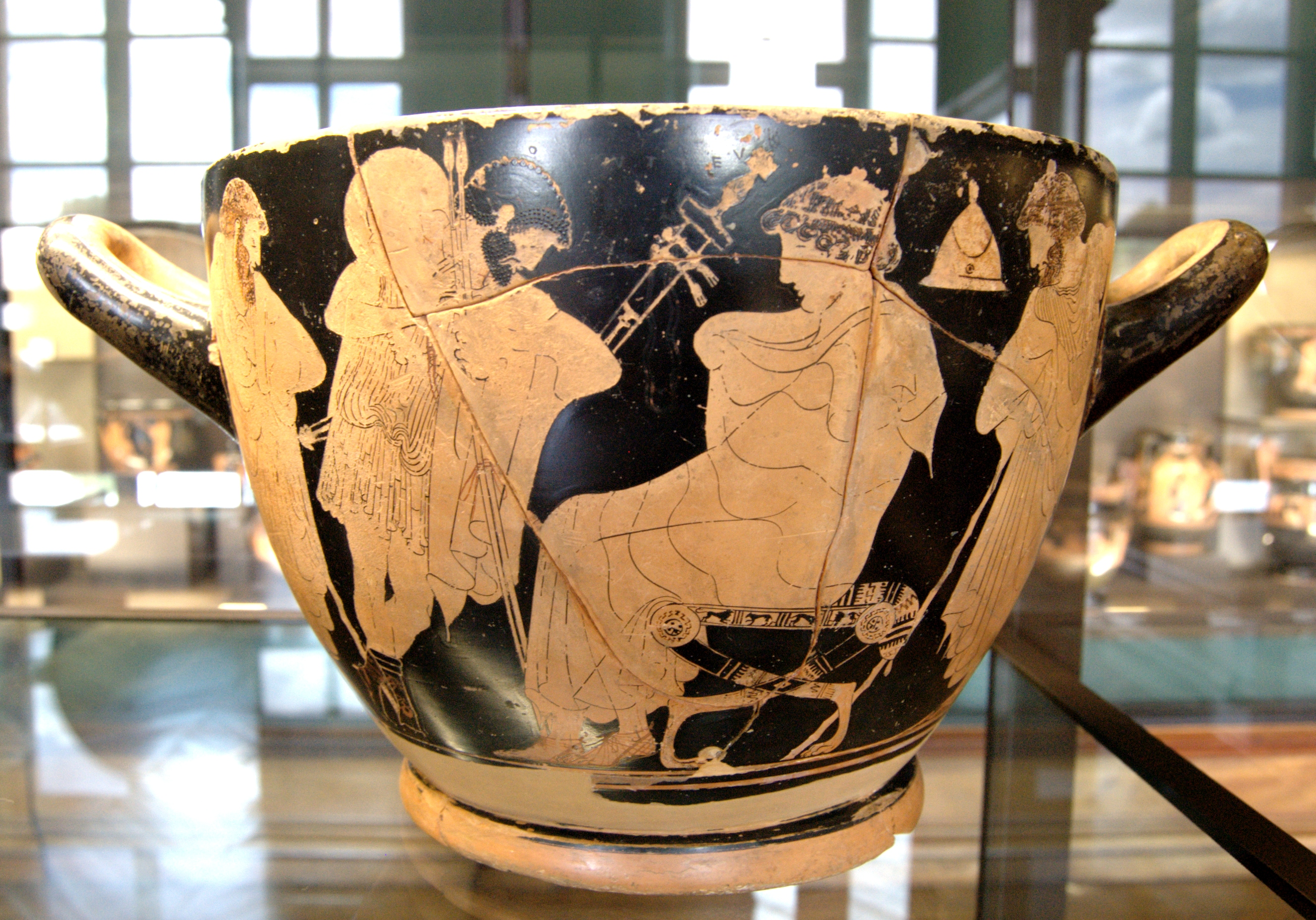
Griechische Botschafter bei Achilles in Skyros auf einem Skyphos im Louvre; signiert von Hieron und verziert von Makron; um 480 v. Chr.

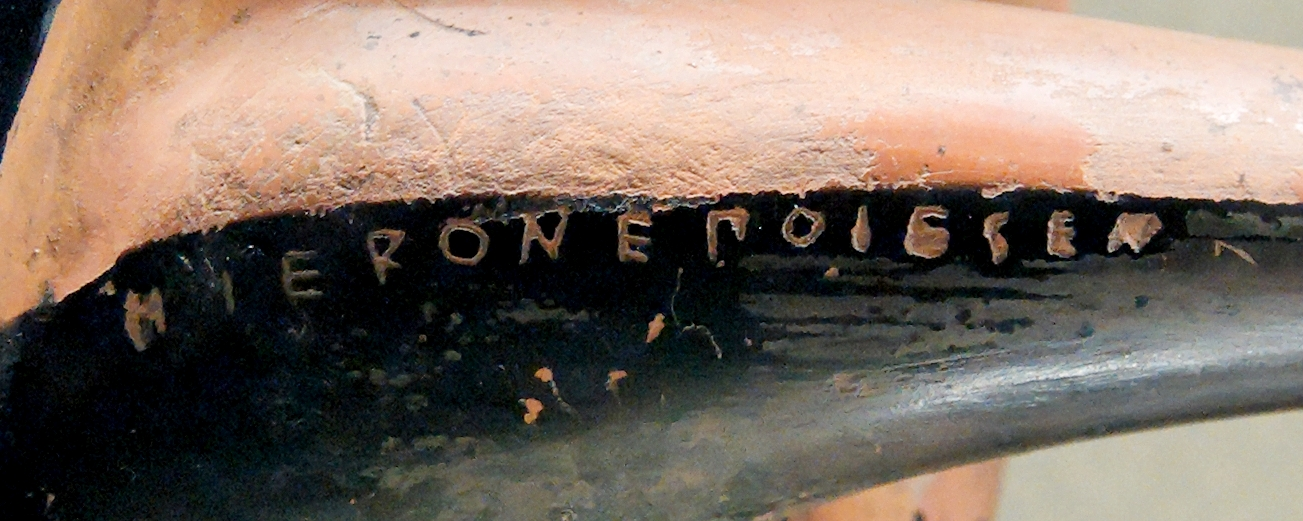
Signatur des Hieron auf einer Schale im Louvre; um 480 v. Chr.

Hieron (altgriechisch Ἱέρων) war ein attischer Töpfer der ersten Hälfte des 5. Jahrhunderts v. Chr. Er ist vor allem durch seine Zusammenarbeit mit Makron, einem Vasenmaler des rotfigurigen Stils, und dank seiner Signierfreudigkeit bekannt.
Hieron, von dem außer seinen Werken nichts bekannt ist, war ein sehr signierfreudiger Töpfer. Heute sind mindestens 58 Signaturen bekannt, davon mehrere auf Skyphoi, der Großteil jedoch auf Kylikes, den attischen Trinkschalen, die als besonders schwierig zu töpfern galten. Hieron gilt, wie der mit ihm eng verbundene Vasenmaler Makron, als herausragender Könner bei der Produktion spätarchaischer Schalen. Auffällig ist die enge Verbundenheit gerade der herausragenden spätarchaischen Vasenmaler mit einem Töpfer, etwa Duris mit dem Töpfer Python und der Brygos-Maler mit dem Töpfer Brygos. So eng und konstant wie bei Hieron und Makron scheint aber keine dieser Zusammenarbeiten gewesen zu sein. Beider Signaturen zusammen kommen einzig auf einem Skyphos vor, der heute im Museum of Fine Arts in Boston aufbewahrt wird. Die übrigen signierten Schalen wurden zum großen Teil aus stilistischen Gründen Makron als Maler zugewiesen, insgesamt werden Makron etwa 30 der von Hieron signierten Werke zugewiesen. Möglicherweise ist Hieron der Produzent aller über 600 Vasen gewesen, die Makron aus stilistischen Gründen zugeordnet werden, eine Zuweisung an Töpferhände ist aber um ein Vielfaches komplizierter. Beide sind damit ein herausragendes Beispiel für die enge Zusammenarbeit von Töpfern und Vasenmalern über einen längeren Zeitraum. Einige wenige Stücke des Hieron verzierten andere Maler, zu denen der Telephos-Maler, der Amphitrite-Maler und möglicherweise Hermonax gehören. Auf einem Kantharos in Boston, bei dem die Echtheit der Signatur umstritten ist, wird der Vatersname Medon in der Signatur genannt.
Das Werk des Hieron gilt als recht homogen. Neuere Vorschläge zur Chronologie der Vasen lassen den Schluss zu, dass Signaturen nicht im Frühwerk vorkommen, sondern sich auf das reifere Hauptwerk und das frühere Spätwerk beschränken. Hieron ließ auch nur die wirklich gelungenen Vasen signieren. Seine Schalen gehören dem attischen Typus B an, bei denen Schalenkörper und Fuß ununterbrochen ineinander übergehen. Die Proportionen entsprechen den Schalen, wie sie etwa auch die Töpfer Euphronios und Brygos zu der Zeit fertigten. Hansjörg Bloesch zeigte bei seinen Studien schon Ende der 1930er Jahre, dass allen großen Schalen Hierons eines gemein ist: Die Unterseite der straffen Standplatte ist durch eine scharfe Kurve mit der Innenwandung des Stieles verbunden, die Oberseite wurde durch einen in der nächsten Nähe des Profils umlaufenden Fußabsatz unterteilt. Etwas flexibler ist Hieron bei der Gestaltung kleinerer Schalen, mit denen er etwa um 500 v. Chr. seine Karriere begonnen hatte. Im dritten Jahrzehnt des 5. Jahrhunderts v. Chr. wurden wie auch in anderen Werkstätten diese kleinen Schalen wieder von größerer Bedeutung in seinem Werk. Hierons Tätigkeit endete um das Jahr 450 v. Chr. und umfasste je nach Datierung seiner Werke einen Zeitraum von bis zu 50 Jahren. Wenige Töpfer können eine ähnlich lange Schaffenszeit vorweisen.

## Einzelbelege
1. ↑  Inventarnummer F 2291.
2. ↑  Inventarnummer G 146.
3. ↑  Inventarnummer G 142.
4. ↑  Inventarnummer 13.186: HIERON EPOIESEN, MAKRON EGRAPHSEN; Eintrag in der Museumsdatenbank.
5. ↑  Anzahl nach Thomas Mannack; John Boardman ging in seinem Handbuch 1981 von noch nur 350 Werken aus, was Makron dennoch zum rotfigurigen Vasenmaler machen würde, von dem die meisten Vasen überliefert sind.
6. ↑  Inventarnummer 98.932: ΙΕΡΟΝ ΜΕΔΟΝΤΟΣ ΕΠΟΙ[Ε]; Eintrag in der Museumsdatenbank.

| Personendaten    | Personendaten          |
| ---------------- | ---------------------- |
| NAME             | Hieron                 |
| ALTERNATIVNAMEN  | Ἱέρων (griechisch)     |
| KURZBESCHREIBUNG | attischer Töpfer       |
| GEBURTSDATUM     | 6. Jahrhundert v. Chr. |
| STERBEDATUM      | 5. Jahrhundert v. Chr. |